# Trigonaal planaire moleculaire geometrie
In de scheikunde verwijst een trigonaal planaire moleculaire geometrie ernaar dat een molecuul een geometrie heeft waarbij een centraal atoom door drie andere atomen wordt omringd, die op de hoekpunten van een driehoek liggen. De bindingshoeken bedragen 120°. De puntgroep van de moleculen, waarbij de drie perifere atomen hetzelfde zijn, is D3h. De moleculen boortrifluoride en zwaveltrioxide hebben deze moleculaire geometrie. In andere moleculen, zoals formaldehyde en fosgeen, en in de ionen nitraat en carbonaat zijn de perifere atomen niet alle drie hetzelfde, maar die hebben toch een trigonaal planaire moleculaire geometrie.
coördinatiegetal 2: 
lineair · gebogen · 
coördinatiegetal 3: 
trigonaal planair · trigonaal piramidaal · T-vormig 

coördinatiegetal 4: 
tetraëdrisch · vierkant planair · seesaw ·
coördinatiegetal 5: 
trigonaal bipiramidaal · vierkant piramidaal · pentagonaal planair 

coördinatiegetal 6: 
octaëdrisch · pentagonaal piramidaal · 
coördinatiegetal 7: 
pentagonaal bipiramidaal